# لولت دو ور
شهر لولت دو ور (به فرانسوی: La Valette-du-Var) در شهرستان ور در ناحیه پروانس آلپ-کوت دازور با جمعیت ۲۲٬۰۶۷ نفر در کشور فرانسه واقع شده‌است.